# Budućnost
 Ovo je glavno značenje pojma Budućnost. Za druga značenja pogledajte Budućnost (razdvojba).
Budućnost je vrijeme koje subjektivno gledano slijedi sadašnjosti. Znanost o budućnosti zove se futurologija.
U klasičnoj mehanici vrijeme je dimenzija koja je veličina pri parametrizaciji događaja. U ovom slučaju, ne razlikuje se između sadašnjosti i budućnosti i prošlosti. Tek drugi zakon termodinamike daje vremenu određeni smjer. Zatim je entropija u budućnosti je uvijek veća (ili barem ne niža) nego u prošlosti. 
Posebna teorija relativnosti koju je otkrio Albert Einstein dovela je i do promjene koncepcije i intrepretacije uvjeta prošlosti, sadašnjosti i budućnosti. Vrijeme se smatra u fizici četvrtom dimenzijom u svemiru.